# Malkiya Club
Malkiya SCC (tiếng Ả Rập: نادي المالكية) là một câu lạc bộ bóng đá Bahrain đến từ Malkiya, thi đấu ở hạng cao nhất của bóng đá Bahrain.
Câu lạc bộ dùng chung sân vận động Madinat 'Isa Stadium với Al-Najma.
Malkiya Club sau 49 năm kể từ khi thành lập, đã vô địch Giải bóng đá ngoại hạng Bahrain mùa giải 2017.

## Thành tích
- Giải bóng đá ngoại hạng Bahrain: 1

2017

## Đội hình
Ghi chú: Quốc kỳ chỉ đội tuyển quốc gia được xác định rõ trong điều lệ tư cách FIFA. Các cầu thủ có thể giữ hơn một quốc tịch ngoài FIFA.
| Số | VT | Quốc gia | Cầu thủ                   |
| -- | -- | -------- | ------------------------- |
| 9  | TV | Moldova  | Valeriu Andronic          |
| 14 | TĐ | Moldova  | Victor Gonţa              |
| —  | TM | Bahrain  | Sayed Mohammed Jaffer     |
| —  | HV | Pháp     | Francis Dignon            |
| —  | TV | Nigeria  | Michael Oladayo Olagbemir |
| —  | HV | Jordan   | Mohammad Balas            |

| Số | VT | Quốc gia | Cầu thủ           |
| -- | -- | -------- | ----------------- |
| —  | TĐ | Đức      | Yaya Konath       |
| —  | TĐ | Maroc    | Bu Shuaib Zanziun |
| —  | TĐ | Ai Cập   | Alaa Mossa        |
| —  | TĐ | Algérie  | Ahmed Youssour    |
| —  | HV | Iraq     | Israa Hamwiah     |